# Aero A.20
Aero A.20 là một loại máy bay tiêm kích hai tầng cánh chế tạo ở Tiệp Khắc vào năm 1923.

## Tính năng kỹ chiến thuật (A.20)
Đặc điểm tổng quát
- Kíp lái: 1
- Chiều dài: 6,60 m (21 ft 8 in)
- Sải cánh: 9,70 m (31 ft 10 in)
- Chiều cao: m (ft in)
- Trọng lượng rỗng: 784 kg (1.730 lb)
- Trọng lượng cất cánh tối đa: 1.080 kg (2.380 lb)
- Động cơ: 1 ×  Hispano-Suiza 8b do Skoda chế tạo, 300 hp (220 kW)

 Hiệu suất bay 
- Vận tốc cực đại: 225 km/h (120 knot, 140 mph)
- Tầm bay: km (nm, mi)
- Trần bay: 7.500 m (25.000 ft)
- Vận tốc lên cao: 5,88 m/s (1.160 ft/phút)

Trang bị vũ khí

- Súng: 2× Súng máy Vickers.303 in (7,70 mm)